# Thomas William Webb

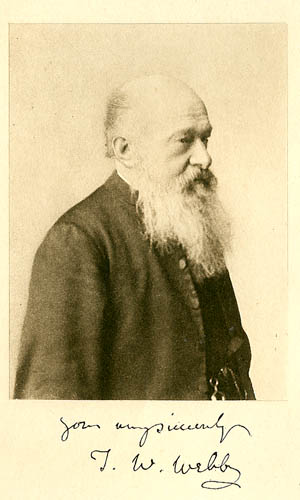
Thomas William Webb

Der Pfarrer („Reverend“) Thomas William Webb (* 14. Dezember 1807; † 19. Mai 1885) war ein britischer Amateurastronom. Manche Quellen geben 1806 als sein Geburtsjahr an.
Er ging nach Oxford und wurde dann Geistlicher. Er diente in diesem Amt an verschiedenen Orten, unter anderem in Gloucester. Schließlich kam er 1852 nach Hardwicke nahe der Grenze zu Wales. Hier schrieb er den (später klassisch gewordenen) Beobachtungsführer "Celestial Objects for Common Telescopes", durch den vor allem er heute noch bekannt ist.
Eine 1967 gegründete Vereinigung von Astronomen wurde nach ihm Webb Society genannt.
Der Mondkrater Webb und der Asteroid (3041) Webb sind nach ihm benannt.